# Біллі Каннінгем
Вільям Джон Каннінгем (англ. William John Cunningham, нар. 3 червня 1943, Бруклін, США) — американський професіональний баскетболіст, що грав на позиціях легкого форварда і важкого форварда команди НБА «Філадельфія Севенті-Сіксерс», яка навіки закріпила за ним ігровий №32 та за команду АБА «Кароліна Кугарс». Чемпіон НБА як гравець та як тренер.
Введений до Баскетбольної Зали слави (як гравець).

## Ігрова кар'єра

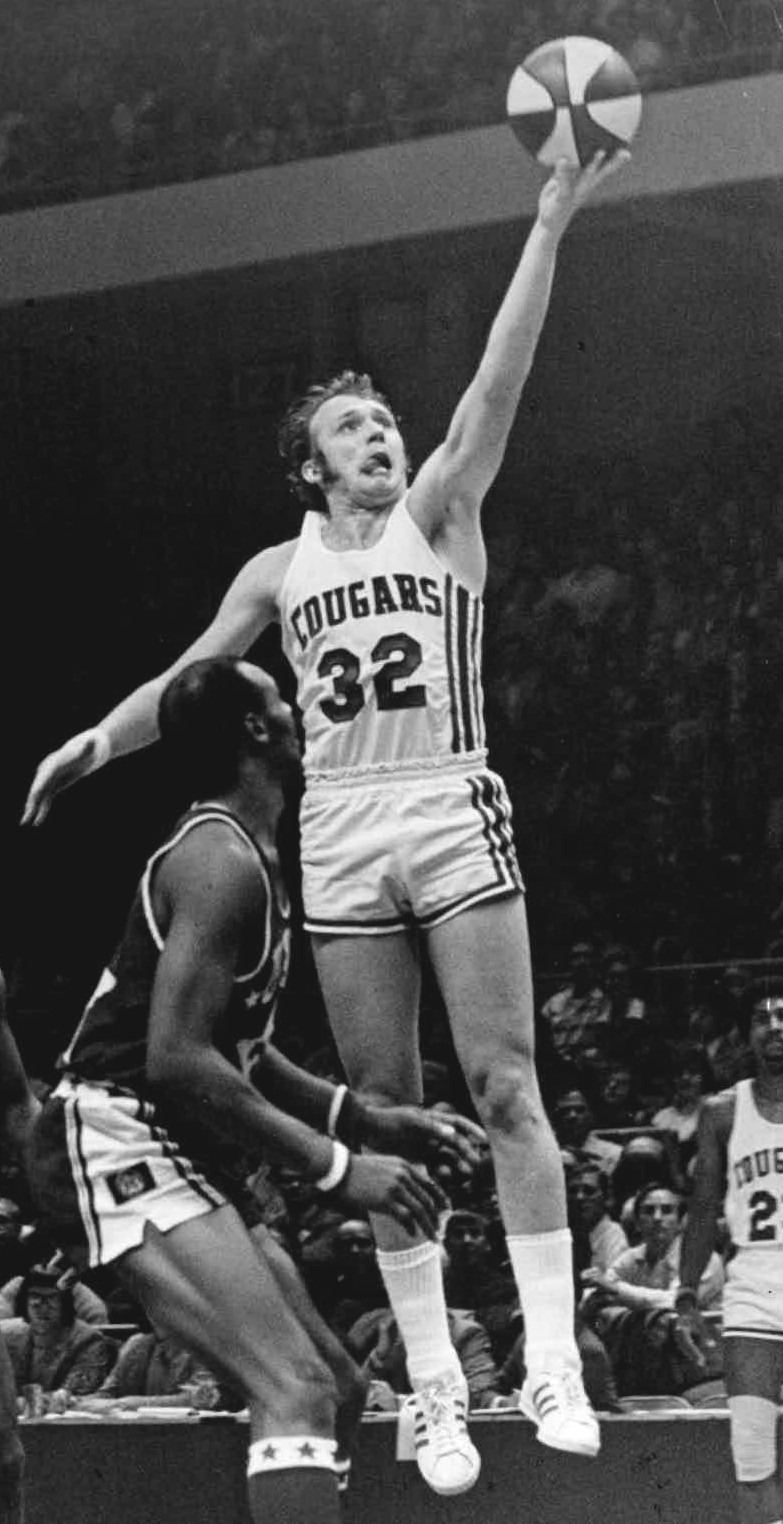
Каннінгем у 1972

На університетському рівні грав за команду Північна Кароліна (1962–1965). 1964 року встановив рекорд університету за кількістю очок в матчі, набравши 48. За час студентської кар'єри зробив 1,062 підбирання, що на момент закінчення ним університету було найкращим показником в історії закладу.
1965 року був обраний у першому раунді драфту НБА під загальним 5-м номером командою «Філадельфія Севенті-Сіксерс». Захищав кольори команди з Філадельфії протягом наступних 7 сезонів. За підсумками дебютного сезону був включений до першої збірної новачків НБА. 1967 року став чемпіоном НБА у складі команди, граючи з такими гравцями як Вілт Чемберлейн, Гал Грір, Чет Вокер та Лусіус Джексон. Після того, як Чемберлейн залишив команду, Каннінгем став обличчям франшизи. 
З 1972 по 1974 рік також грав у складі команди АБА «Кароліна Кугарс». У своєму першому сезоні в новій лізі набирав 24,1 очко та 12 підбирань за гру, ставши найціннішим гравцем АБА. Двічі виводив команду в плей-оф, але там «Кароліна» двічі поступалась «Кентукі Колонелс».
Останньою ж командою в кар'єрі гравця стала «Філадельфія Севенті-Сіксерс», до складу якої він повернувся 1974 року. На початку сезону 1976-1977 отримав важку травму, після якої був змушений завершити кар'єру баскетболіста.

## Тренерська робота
1977 року став головним тренером команди «Філадельфія Севенті-Сіксерс», в якій пропрацював до 1985 року. Йому вдалось зібрати до свого складу сильну команду з такими гравцями як Боббі Джонс, Моріс Чікс, Ендрю Тоні, Моузес Мелоун та Джуліус Ірвінг. За час своєї роботи він кожного року виводив «Філадельфію» до плей-оф, при цьому тричі граючи у фіналі НБА — у 1980, 1982 та 1983. 1980 та 1982 року він програв фінали «Лос-Анджелес Лейкерс», але 1983 року, після придбання Мелоуна, взяв реванш, вигравши для «Філадельфії» третій титул чемпіона НБА.

## Поза НБА
1987 року став коментатором матчів НБА на телеканалі CBS. Наступного року залишив цю посаду та став міноритарним власником нової франшизи НБА «Маямі Гіт». 1994 року продав свою частку в клубі.

### Тренерська статистика
| Команда                       | Сезон   | G   | W   | L   | W–L% | Місце              | PG  | PW | PL | PW–L% | Результат                       |
| ----------------------------- | ------- | --- | --- | --- | ---- | ------------------ | --- | -- | -- | ----- | ------------------------------- |
| «Філадельфія Севенті-Сіксерс» | 1977–78 | 76  | 53  | 23  | .697 | 1-е в Атлантичному | 10  | 6  | 4  | .600  | Програш у фіналі Конференції    |
| «Філадельфія Севенті-Сіксерс» | 1978–79 | 82  | 47  | 35  | .573 | 2-е в Атлантичному | 9   | 5  | 4  | .556  | Програш у півфіналі Конференції |
| «Філадельфія Севенті-Сіксерс» | 1979–80 | 82  | 59  | 23  | .720 | 2-е в Атлантичному | 18  | 12 | 6  | .667  | Програш у Фіналі НБА            |
| «Філадельфія Севенті-Сіксерс» | 1980–81 | 82  | 62  | 20  | .756 | 2-е в Атлантичному | 16  | 9  | 7  | .563  | Програш у фіналі Конференції    |
| «Філадельфія Севенті-Сіксерс» | 1981–82 | 82  | 58  | 24  | .707 | 2-е в Атлантичному | 21  | 12 | 9  | .571  | Програш у Фіналі НБА            |
| «Філадельфія Севенті-Сіксерс» | 1982–83 | 82  | 65  | 17  | .793 | 1-е в Атлантичному | 13  | 12 | 1  | .923  | Чемпіони НБА                    |
| «Філадельфія Севенті-Сіксерс» | 1983–84 | 82  | 52  | 30  | .634 | 2-е в Атлантичному | 5   | 2  | 3  | .400  | Програш у Першому раунді        |
| «Філадельфія Севенті-Сіксерс» | 1984–85 | 82  | 58  | 24  | .707 | 2-е в Атлантичному | 13  | 8  | 5  | .615  | Програш у фіналі Конференції    |
| Усього                        |         | 650 | 454 | 196 | .698 |                    | 105 | 66 | 39 | .629  |                                 |